# 许村古建筑群
许村古建筑群包括中国安徽省黄山市歙县许村镇列为第六批全国重点文物保护单位的15处古建筑：
- 高阳廊桥
- 五马坊
- 薇省坊
- 双寿承恩坊
- 大邦伯祠
- 大墓祠
- 大郡伯第门楼
- 大宅祠（云溪堂）
- 三朝典翰坊
- 观察第 (歙县)
- 双节孝坊
- 许社林宅
- 许声远宅
- 许有章宅
- 大观亭

许村的古村落风貌仍较完整，1500米长的老街上，保存近200幢明清建筑，包括牌坊、亭阁、廊桥、祠堂以及民居，木雕、砖雕和石雕颇为精美。
1996年，许村成为安徽省历史文化保护区。1998年5月4日，大观亭列为安徽省文物保护单位。2004年10月28日，大邦伯祠列为安徽省文物保护单位。2006年5月，许村古建筑群被列为第六批全国重点文物保护单位。许村古建筑群正在申请世界文化遗产。
2008年6月到2009年4月，国家文物局拨款对许村古建筑群中的大邦伯祠和五马坊进行全面维修。